# Гріб Господній

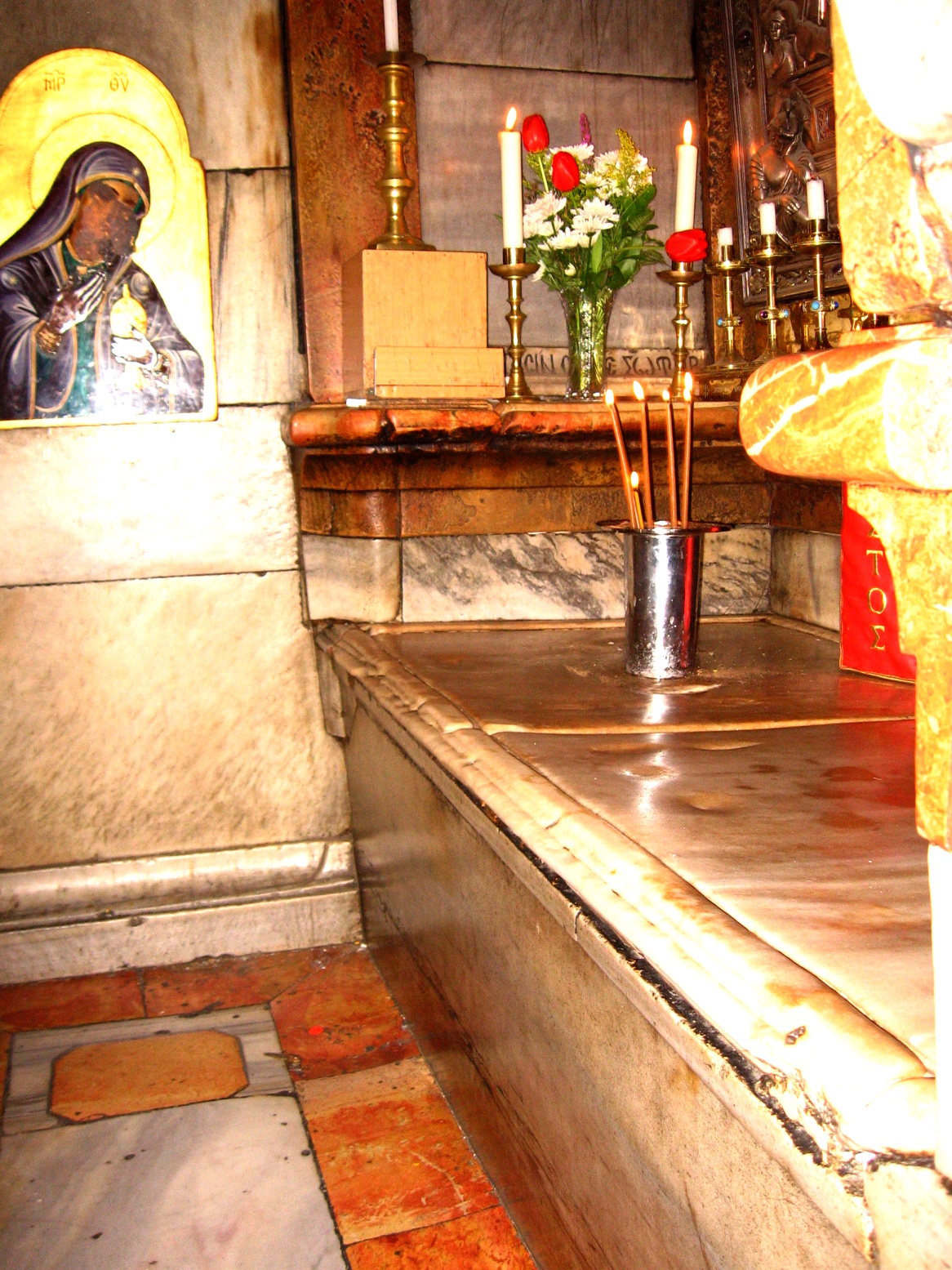
Святий Гріб Господній.
Храм Воскресіння Христова у Єрусалимі.
Вид від входу.

Гріб Госпо́дній, Гроб Госпо́дній або Святий Гріб (грец. Αγιος Τάφος) — головна святиня християнського світу, гробниця в скелі; у цій гробниці, відповідно до Євангелія, був похований Ісус Христос після розп'яття й на третій день воскрес. Гробниця є головним вівтарем Храму Воскресіння Христового в Єрусалимі.
Згідно з легендою гробниця знаходилась за міськими стінами, на північний-захід від Єрусалима, недалеко від Голгофи. На початку IV століття над нею було зведено Кувуклію Храму Гробу Господнього.
У переносному сенсі, особливо у історичних джерелах Середньовіччя — вся Свята земля (Палестина), де знаходилось це святе для християн місце.

## За Євангеліями

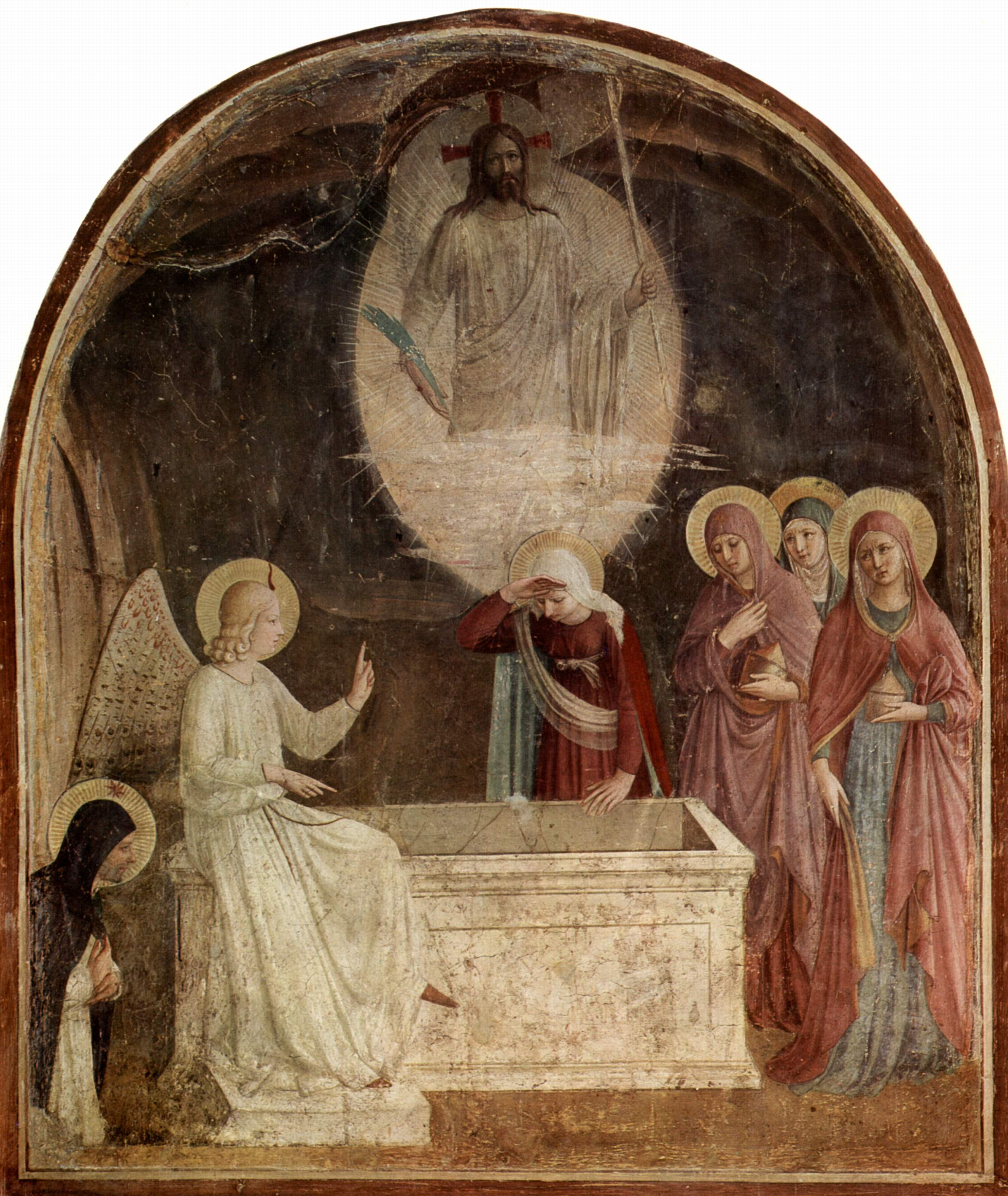
«Дружини-мироносиці біля Гробу Господнього», фреска фра Беато Анжеліко.

Про гріб говорять всі євангелісти: Мт. 27:60–28:8, Мр. 15:46–16:8, Лк. 23:53–24:24, Ів. 19:41–20:11. За їхніми розповідями він належав Йосифу Аримафейському, знаходився в саду неподалік від Голгофи й був новим, тобто, в ньому ще нікого не було поховано.
Дане місце згадується у таких євангельських епізодах:
- Покладання у гріб
- Стража біля гробу — влада поставила її через побоювання, що учні викрадуть тіло.
- Воскресіння Христове
- Явлення ангела Дружинам-мироносицям
- «Не торкайся до Мене» — перше явлення воскреслого Ісуса Христа (Марії Магдалині)

## Історія «відкриття» Гробу Господнього

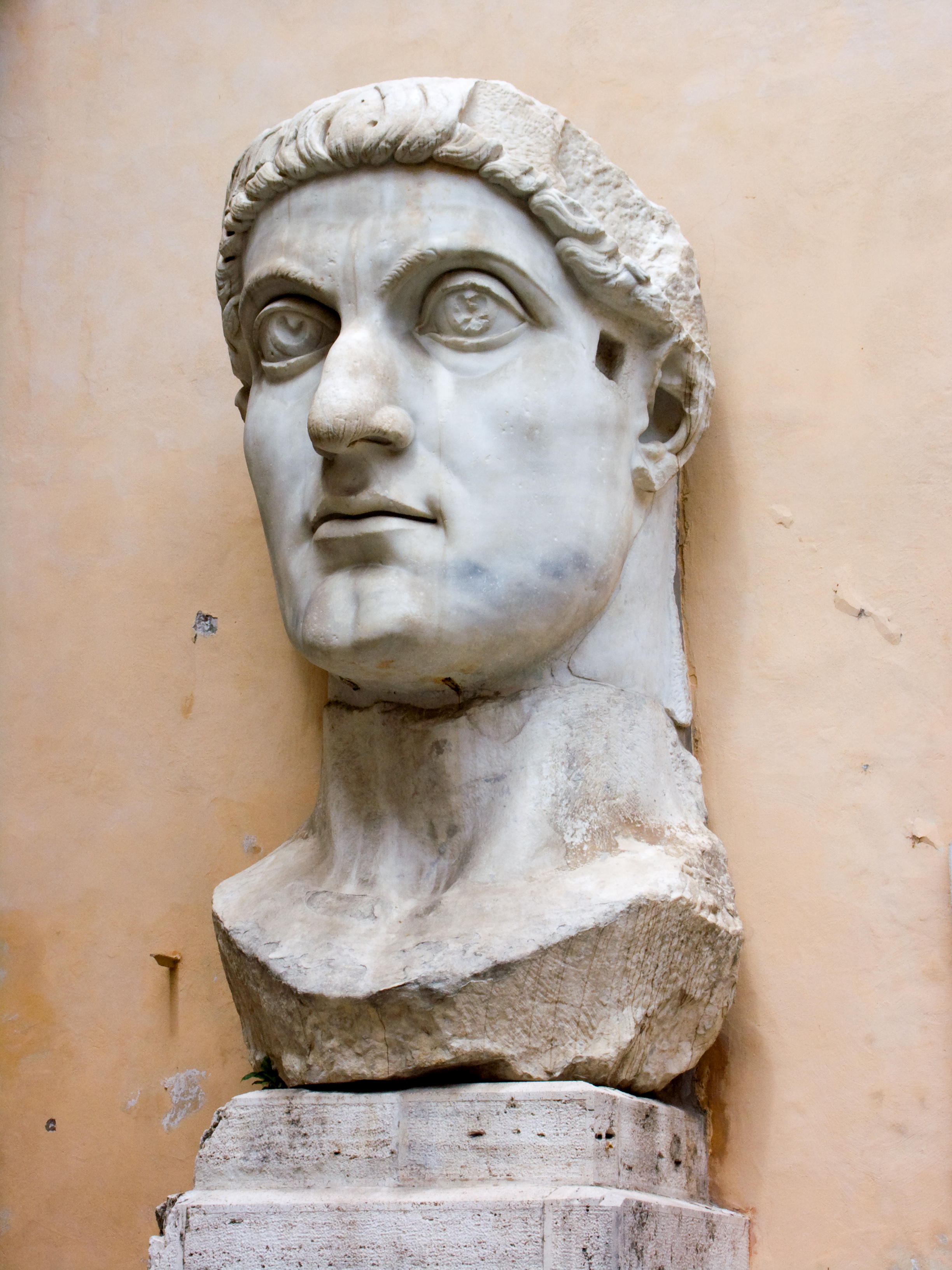
Костянтин, римська статуя 313—324 років

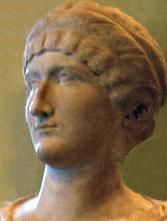
Олена, римська статуя

Пошуки печери, де було поховано тіло Ісуса, було здійснено у IV столітті за наказом імператора Костянтина. У 326 році його мати імператриця Олена прибула до Єрусалиму з метою паломництва й пошуку християнських реліквій: «…божественний Костянтин відправив зі скарбами блаженну Олену для пошуку животворного хреста Господнього».
Першим з церковних істориків про відкриття Гробу Господнього повідомляє Євсевій Кесарійський у своїй праці «Життя Костянтина». Він свідчить, що на місці печери, де було поховано Ісуса римлянами, було зведено язичницький храм.
За наказом Костянтина насип храму було зрито й «раптом, у глибині землі, понад усякі сподівання, виявився пустий простір, а потім Чесне й Всесвяте Знамення спасительного Воскресіння. Тоді священна печера зробилась для нас образом Спасителя, що повернувся до життя».
До 335 року над печерою імператором Костянтином (Сократ Схоластик повідомляє, що ініціатором будівництва була його мати свята Олена: «мати царя запропонувала створити на місці гробниці дорогоцінний молитовний дім») було зведено храм Гробу Господнього, що в наш час являє собою величезний архітектурний комплекс, який включає Голгофу з місцем Розп'яття, Кувуклію — каплицю в центрі храму, що приховує безпосередньо печеру Гробу, Камінь помазання, Кафолікон, підземний храм Надбання Животворного Хреста, храм святої рівноапостольної Олени й декілька вівтарів.

## Опис

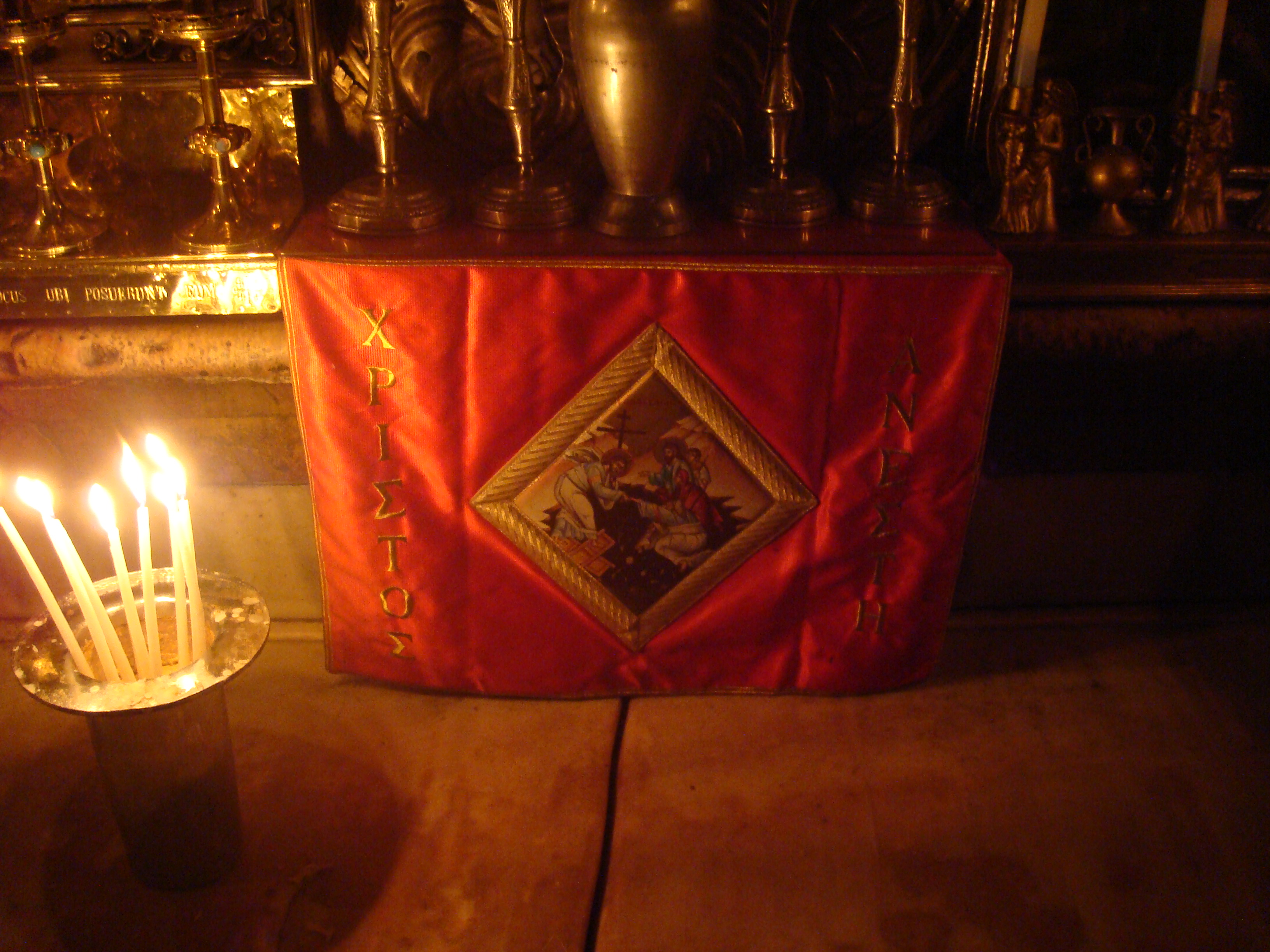
Гріб Господній. Свічки горять на тому місці, де перебувала Голова Христа. Добре видно поперечну тріщину на мармуровій плиті

Гріб Господній це типова висічена в природній скелі єврейська гробниця періоду Другого храму. Тіло Христа було покладено на кам'яне поховальне Ложе (200 x 80 см, висота від підлоги 60 см) ногами на схід (тобто, головою до входу), головою на захід, за єврейським звичаєм. З давніх часів Ложе сильно пошкоджене безглуздою несамовитістю паломників, які будь-що прагнули відколоти й винести з собою частинку реліквії. Щоб запобігти цим спробам, святе Ложе було закрито плитою білого мармуру, котра зараз вже пожовкла від часу (нинішню плиту покладено у 1555 році). Декілька століть тому плита тріснула впоперек. З цією тріщиною пов'язана легенда, що вона чудесним чином утворилась, коли мусульмани захотіли взяти мармурову плиту для прикрашення мечеті. Поява тріщини зупинила мусульман, й плита лишилась на своєму місці.
Первинно навколо Ложа існувала поховальна печера, але її зруйнували разом із храмом у 1009 році за наказом фатимідського халіфа Аль-Хакіма. Збереглись лише саме Ложе, частина стін печери (до 60–90 см висотою) й частина входу. Зараз печеру заміняє облаштоване всередині Кувуклії невеличке приміщення (1,93×2,07 м), майже половину якого, праворуч від входу, біля північної стіни, займає Ложе. Тут можуть поміститись три, максимум чотири людини одночасно. Нинішнє приміщення, як і попередню печеру, також називають Святим Гробом. Зі сходу з вівтаря Ангела до нього веде низький арочний вхід (всього 112×72 см, й приблизно 90 см глибини), очевидно первинного характеру, на думку більшості археологів.

### Ікони, лампади й оздоблення

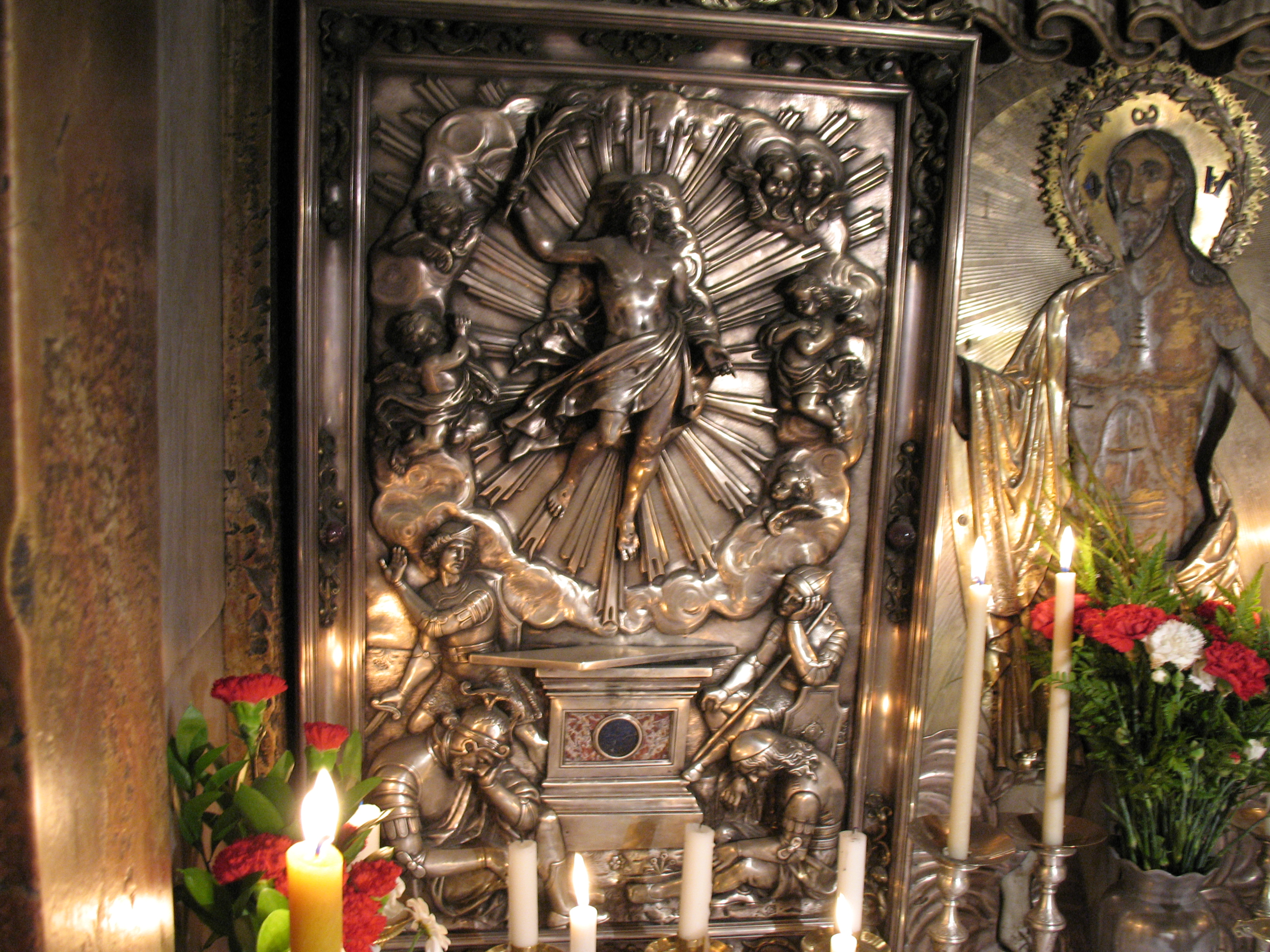
Католицька ікона в головах (ліворуч) та православний барельєф (праворуч) над Святим Гробом

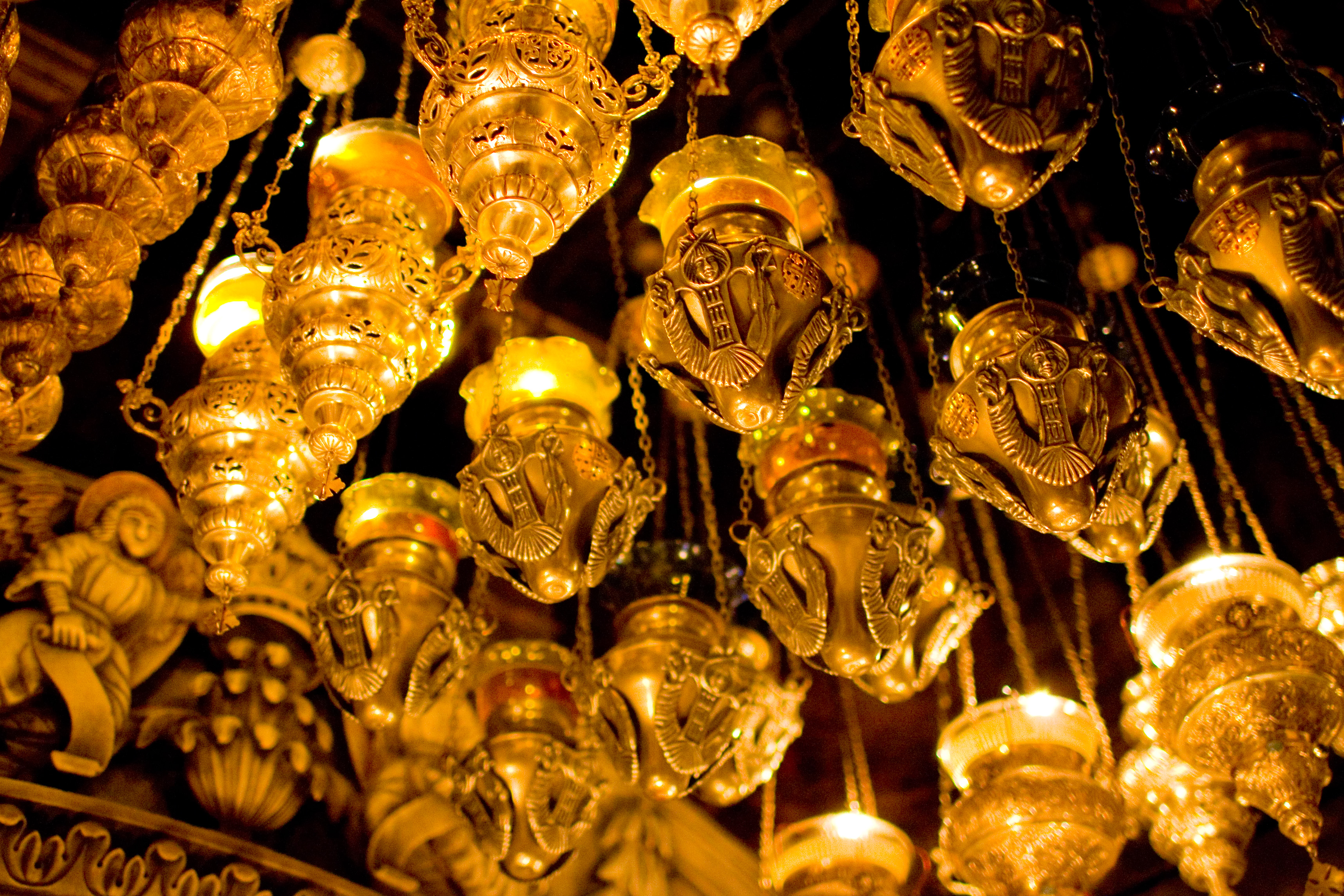
Лампади над Святим Гробом

Все всередині оздоблено білим та жовто-рожевим мармуром, окрім невеликої ділянки природної скелі в арці входу. Навколо Ложа по периметру, на висоті близько 30 см від нього, проходить невеликий мармуровий карниз. На північній стіні над карнизом православне мармурове барельєфне зображення Воскресіння Христа з Янголами. Барельєф частково прихований позолоченим окладом і, крім того, янголів на ньому затуляють дві ікони, що стоять на карнизі. В головах стоїть католицька ікона в окладі, в ногах живописна вірменська, в знак того що вони мають право служити на Святому Гробі. На карнизі, окрім того, встановлено свічники зі свічками, від різних християнських віросповідань, а також вази зі свіжими квітами, які замінюють щодня. На західній стіні, навпроти входу, висить православна ікона Божої Матері, за якою облаштовано нішу.
На стінах навколо всього приміщення висічено грецькою тропар святого Іоанна Дамаскіна: «Яко живоносец, яко рая краснейший, воистину и чертога всякаго царскаго показася светлейший, Христе, гроб Твой, источник нашего воскресения».
Над поховальним Ложем на висоті трохи вище людського зросту розвішано рядами 43 срібних лампади, тринадцять з яких належать православним, ще тринадцять католикам, тринадцять вірменам й чотири коптам. У будні горять лише декілька з них, а всі лампади запалюються лише у великі свята. В стелі є отвір для вентиляції.

## Вівтар Янгола

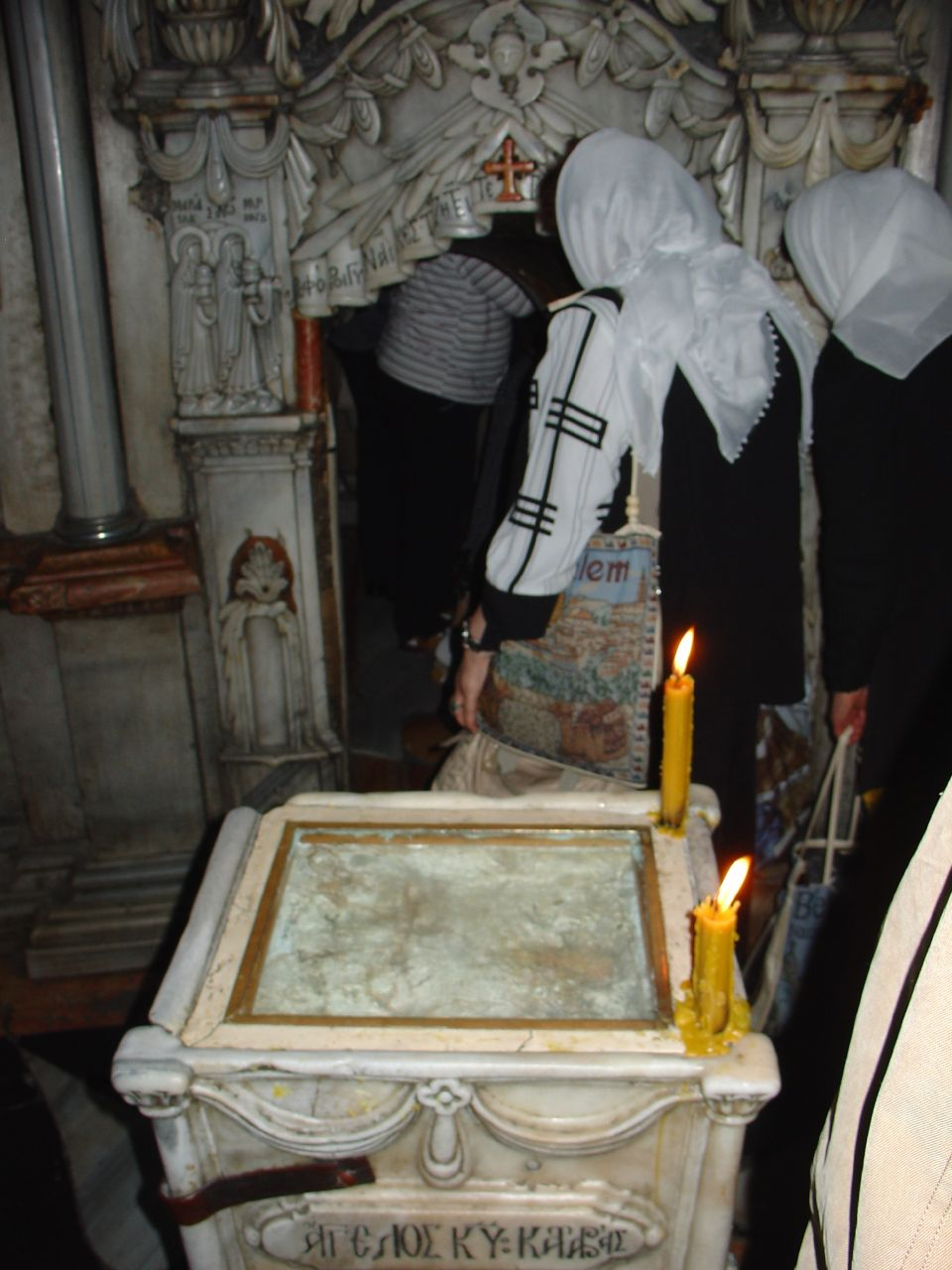
Вівтар Янгола, паломники біля входу до Святого Гробу. На передньому плані постамент зі священним каменем

Вівтар Янгола (грец. παρεκκλήσιον τοϋ Αγγέλου) — це невеличке приміщення (3,4×3,9 м) у східній частині Кувуклії, потрапити до Гробу Господнього можна лише пройшовши через нього. Згідно з Євангелієм на цьому місці, на камені відваленому від дверей Гробу, сидів Янгол, що сповістив дружинам-мироносицям Воскресіння Христа: «І великий ось ставсь землетрус, бо зійшов із неба Янгол Господній, і, приступивши, відвалив від гробу каменя, та й сів на ньому. Його ж постать була, як та блискавка, а шати його були білі, як сніг. І від страху перед ним затряслася сторожа, та й стала, як мертва. А Янгол озвався й промовив жінкам: Не лякайтеся, бо я знаю, що Ісуса розп'ятого це ви шукаєте. Нема Його тут, бо воскрес, як сказав. Підійдіть, подивіться на місце, де знаходився Він.» (Мт. 28:2–6).
Згідно з легендою, мироносицям про Воскресіння Христа сповістив Архангел Гавриїл. Саме його ім'я написано на біломармуровому барельєфі, що прикрашає вхід з вівтаря Янгола до Святого Гробу. Зліва від входу на барельєфі зображені невеликі фігури дружин-мироносиць, а справа фігура Янгола, що простягає до них руки. Між ними над входом вздовж мармурових складок йде напис грецькою «Що шукаєте живого серед мертвих? Його немає тут, Він воскрес».
У північній та південній стінах вівтаря облаштовані два овальних отвори діаметром приблизно у 30-40 см, вони використовуються у Велику Суботу для передачі Благодатного вогню з каплиці назовні. Через північний отвір Патріарх подає вогонь православним, через південне — вірменський архімандрит вірменам. Під стелею вівтаря підвішено 15 лампад.

### Камінь відвалений від дверей Гробу

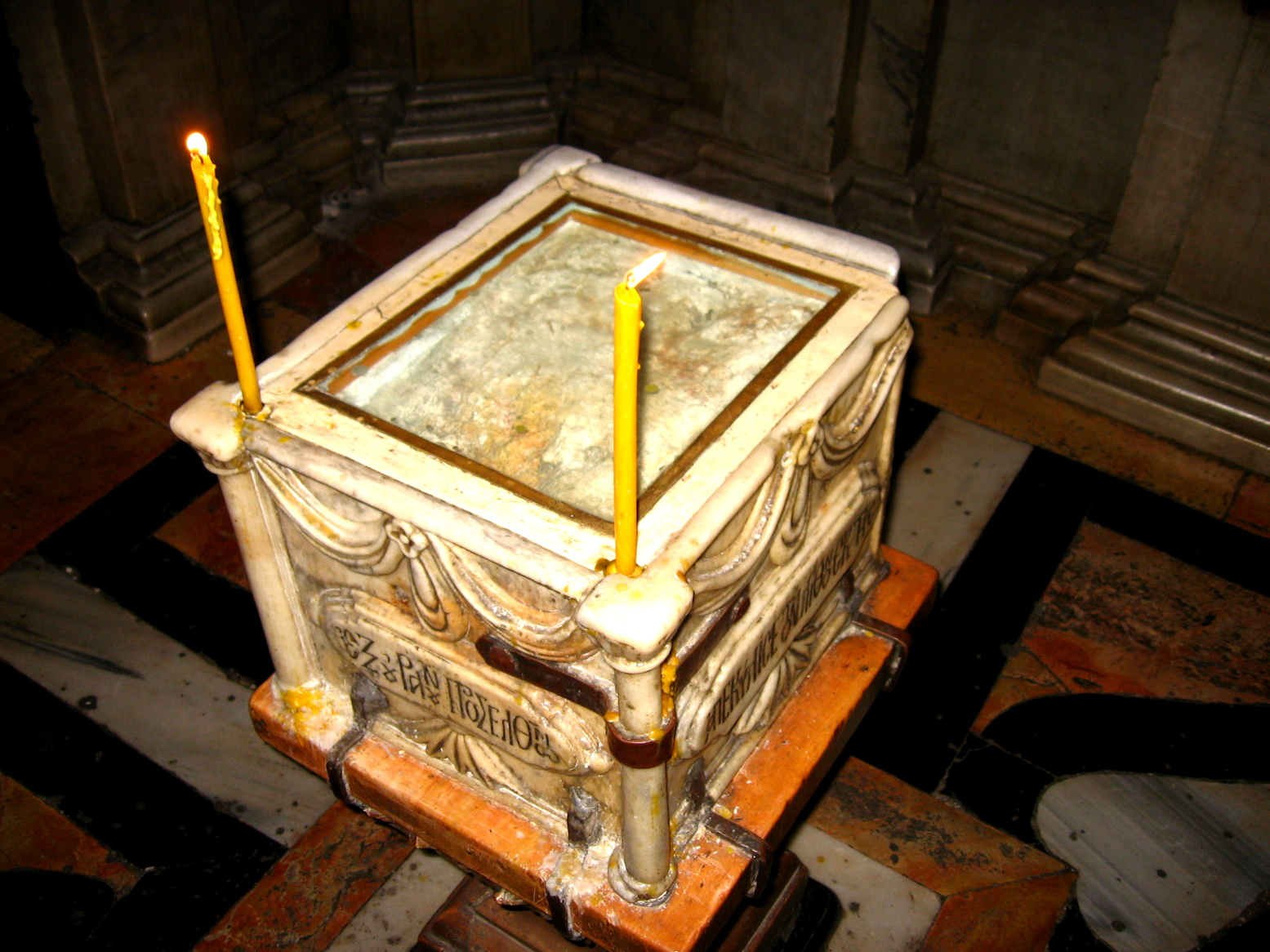
Постамент з частиною священного каменя.

Згідно з Євангелієм цей камінь був «дуже великий» (Мр. 16:4), але до наших днів збереглись лише його фрагменти, тому що він був розколотий на частини під час останнього захоплення Храму мусульманами у 1244 році. Крім того, пізніше, за словами російського купця-мандрівника XVI століття Трифона Коробейнікова, паломники «тот камень для благословения брали на мощи», тобто, просто розносили його шматочками. Сьогодні одна з частин цього священного каменя зберігається під склом у спеціальному мармуровому постаменті в центрі вівтаря Янгола. Цей постамент слугує також місцем для установки переносного святого престолу під час здійснення архієрейської православної літургії. Інша частина каменя, що збереглась, поміщена у престолі церкви Спасителя вірменського Сіонського монастиря, що стоїть, за легендою, на місці дому первосвященика Каіафи, поза стінами Старого міста, праворуч від Сіонської брами.

## Кувуклія

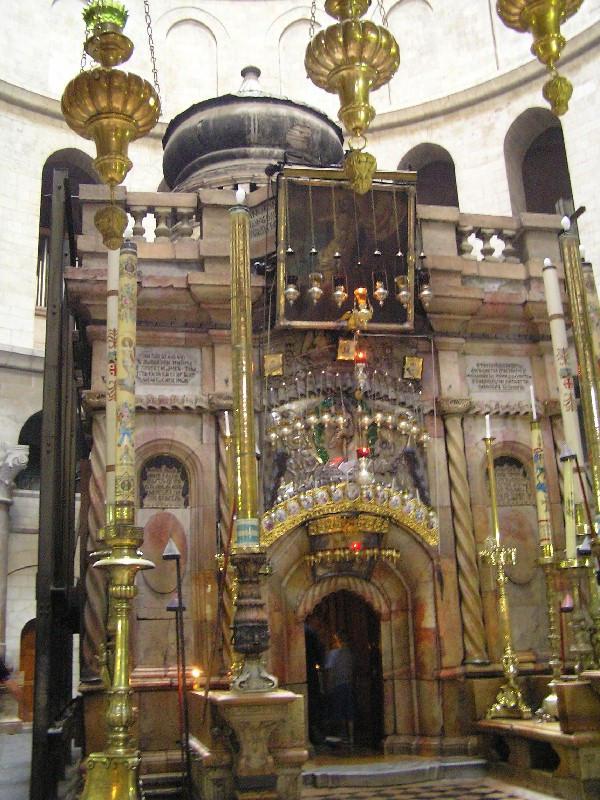
Кувуклія, сучасний вигляд

Куву́клія (грец. Κουβούκλιον — «спокій, опочивальня», лат. Cubiculum) це невелика (6×8 м) купольна каплиця жовто-рожевого мармуру в центрі Ротонди Храму Воскресіння Христа. До її складу входять Гріб Господній і вівтар Янгола. Вхід до Кувуклії зі сходу, він має дерев'яні двостулкові дверцята, з кафоліконом її поєднує мармурове помістя. Ззовні із заходу до Кувуклії прибудовано вівтар коптів.

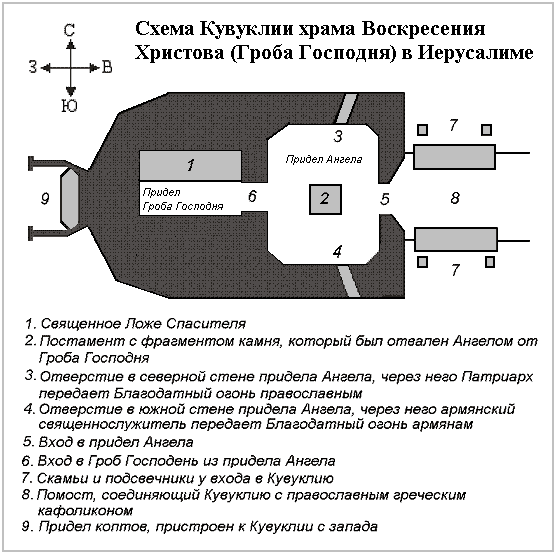
Схема Кувуклії.

### Історія
Першу Кувуклію було збудовано за імператора Костянтина Великого у 325–335 роках, та її було цілковито зруйновано мусульманами у 1009 році. Вдруге Кувуклію відбудував у 1042–1048 роках візантійський імператор Костянтин Мономах, потім у XII столітті її відновили хрестоносці. У 1555 році Кувуклію перебудував францисканець Боніфацій Рагузький й вона простояла до 1808 року, коли була знищена нищівною пожежею. Сучасна Кувуклія відновлена у 1809–1810 роках за проєктом грецького архітектора Миколая Коміна (Κομιανός, 1770—1821) з Мітилени. Надалі вона постраждала від землетрусу 1927 року й сьогодні укріплена ззовні з боків сталевими балками та стяжками.

## Коптський вівтар

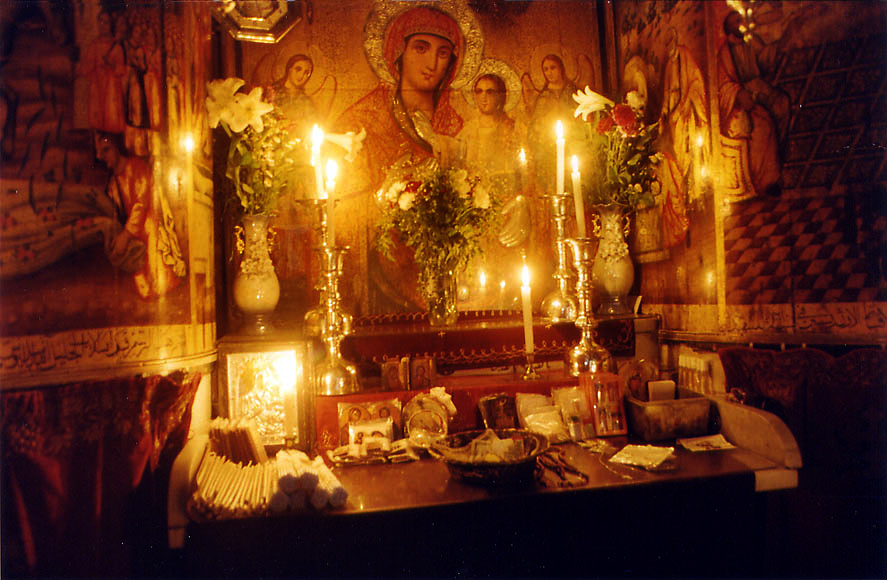
Престол у коптському вівтарі

Коптський вівтар (також Голова Могили) це невелика капличка, прибудована до Кувуклії із заходу, з того боку, куди була повернута Голова Христа.
Вперше вівтар з'явився тут у 1042–1048 роках, коли візантійський імператор Костянтин IX Мономах відновив храм після руйнування його Аль-Хакімом. Пізніше хрестоносці зберегли цей вівтар, звели над ним дерев'яний навіс й назвали Головою Могили. Надалі він перебував у руках францисканців, а потім перейшов до Коптської церкви, що володіє цією каплицею з 1537–1540 років. В наш час цей вівтар є єдиним коптським володінням у храмі. Як правило, вівтар завжди відкритий й поряд чергує коптський чернець.

## Богослужіння на Святому Гробі

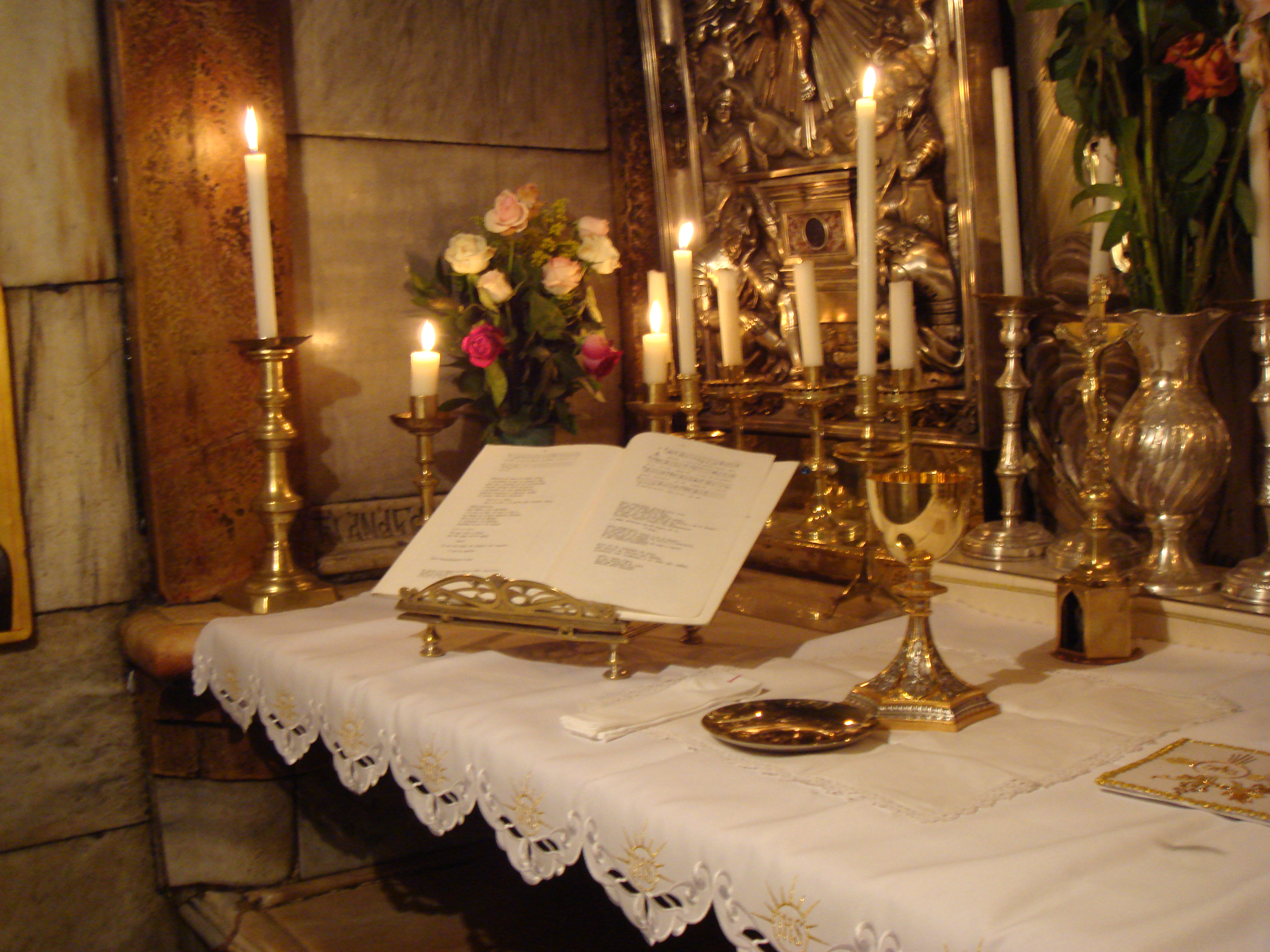
Католицький престол, встановлений на Гробі Господньому для здійснення літургії

Гріб Господній є головним вівтарем Храму Воскресіння Христа. Регулярні християнські служби на Святому Гробі почались найпізніше у 335 році й тривають до сьогодення. Відома перерва у богослужінні з 1009 року по 1020 рік, після зруйнування Храму Гробу Господнього Аль-Хакімом.
Сьогодні лише православні, вірмени й католики мають право по черзі служити тут, оскільки саме ці віросповідання спільно володіють Гробом Господнім. Щоденно на Гробі Господньому відправляються три літургії. Першими служать літургію православні, опівночі, вони мають право здійснювати богослужіння з 11 вечора до 3 ранку. За греками служать літургію вірмени, з 3 до 6 години ранку. Католицька літургія відправляється з 6 до 9 години ранку.

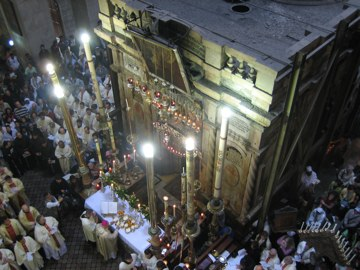
Католицька урочиста меса відправляється на престолі, встановленому перед Кувуклією

## Доступ до Святого Гробу

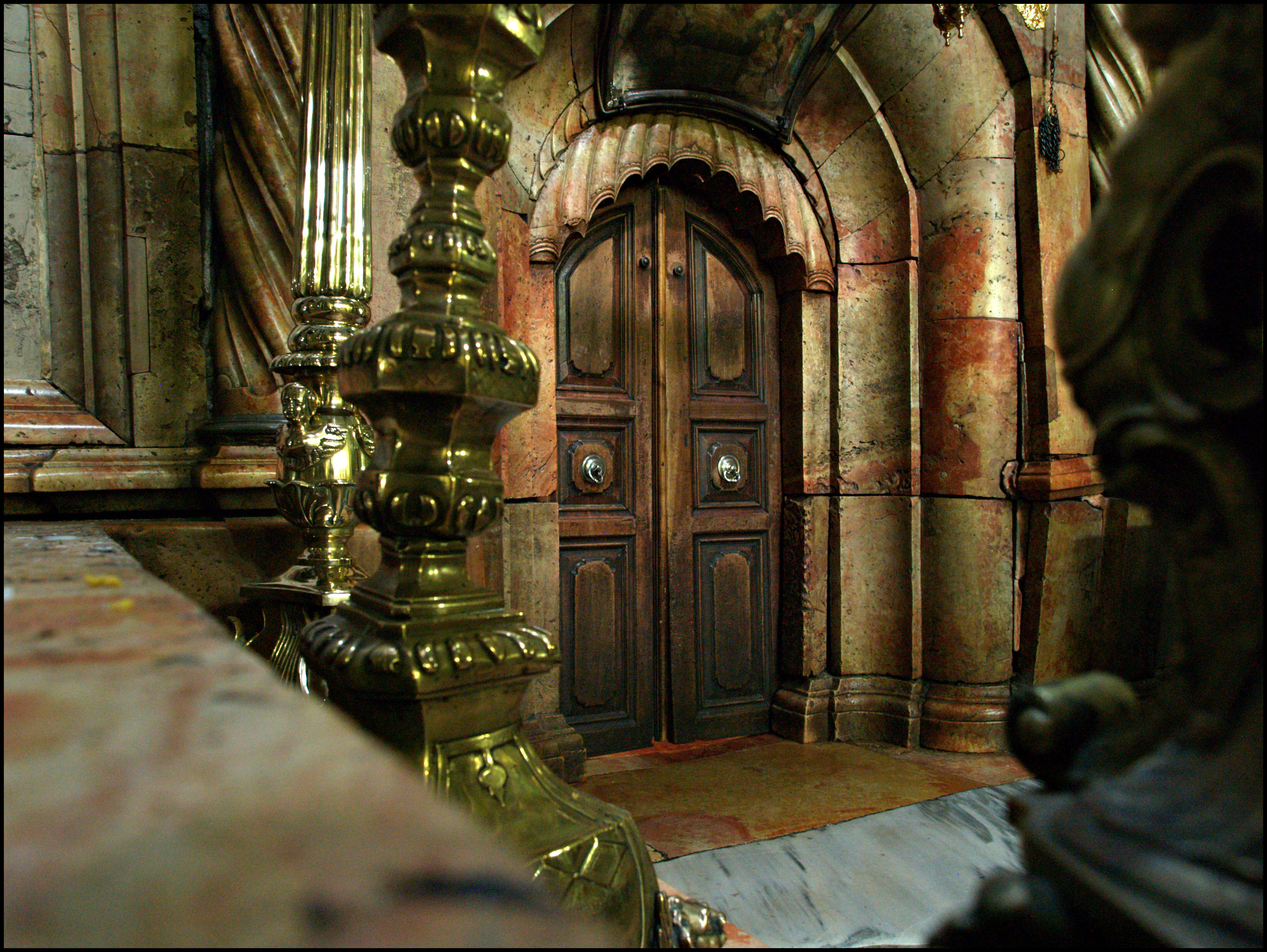
Вхід до Кувуклії

Гріб Господній вільно доступний для будь-якого паломника чи відвідувача у ті години, коли храм відкрито й безпосередньо на Гробі не відправляється якась служба. Біля Святого Гробу постійно чергує православний чернець. У тому разі, коли відвідувачів багато й утворюється черга (тобто, майже завжди), цей чернець підганяє паломників і не дозволяє провести біля Гробу понад хвилину. Існує православний звичай поклоніння Святому Гробу. Згідно з ним спочатку слід помолитись у вівтарі Янгола і прикластись до частини каменя, відваленого Янголом. Потім, поцілувавши низький вхід й, читаючи про себе молитву, повільно та побожно входити до Живоносного Гробу. Увійшовши, поставить свічки, потім прихилити коліна й молитись. Можна покласти на Ложе для освячення принесені з собою ікони, хрестики, медальйони та інше. У зворотному напрямку прийнято виходити задкуючи, щоб не повертатись спиною до Гробу.
Найкращі дні для самостійного відвідування Гробу Господнього це ті, що не збігаються з великими християнськими святами. Найкращий час — з 16–17 години й до закриття Храму, коли спаде основна маса паломницьких та екскурсійних груп. Храм Гробу Господнього відкритий щоденно, офіційні години відвідування: у весняно-літній період — 5:00–20:00, у осінньо-зимовий період — 4:30–19:00 (однак, як правило, Храм зачиняється дещо пізніше вказаного часу).

## Боротьба за звільнення Святого Гробу
З 637 року Палестина перебувала під владою мусульман й упродовж століть християни не мали сил, щоб повернути її собі. Однак настав час, коли ідея про озброєне визволення від невірних Святої землі й Гробу Господнього розповсюдилась серед західних християн. На офіційному рівні її було озвучено 24 листопада 1095 року в Клермоні папою Урбаном II, який закликав до збройного походу на схід. Його заклик призвів до Першого Хрестового походу, що приніс звільнення Святого Гробу 1099 року. Однак успіх Хрестових походів був тимчасовим й обмеженим, оскільки за 88 років, у 1187 році, Єрусалим було втрачено. Й хоч хрестоносці ще повертали собі Святе місто на короткий час, у вересні 1244 року вони втратили його остаточно. З цих пір Палестина була під владою мусульман аж до 1918 року, коли її захопили англійські війська в ході Першої світової війни. З 1922 року англійці управляли тут на підставі Британського мандату.

## Символіка Т-Ф
Монограма, яку утворено від грецького слова ТАФОС Τάφος (гріб, як у словах «епітафія», «кенотаф»), стала символом місця на прапорі Братства Святого Гробу Єрусалимського патріархату, а також на численних спорудах, які належать останньому.

## Галерея

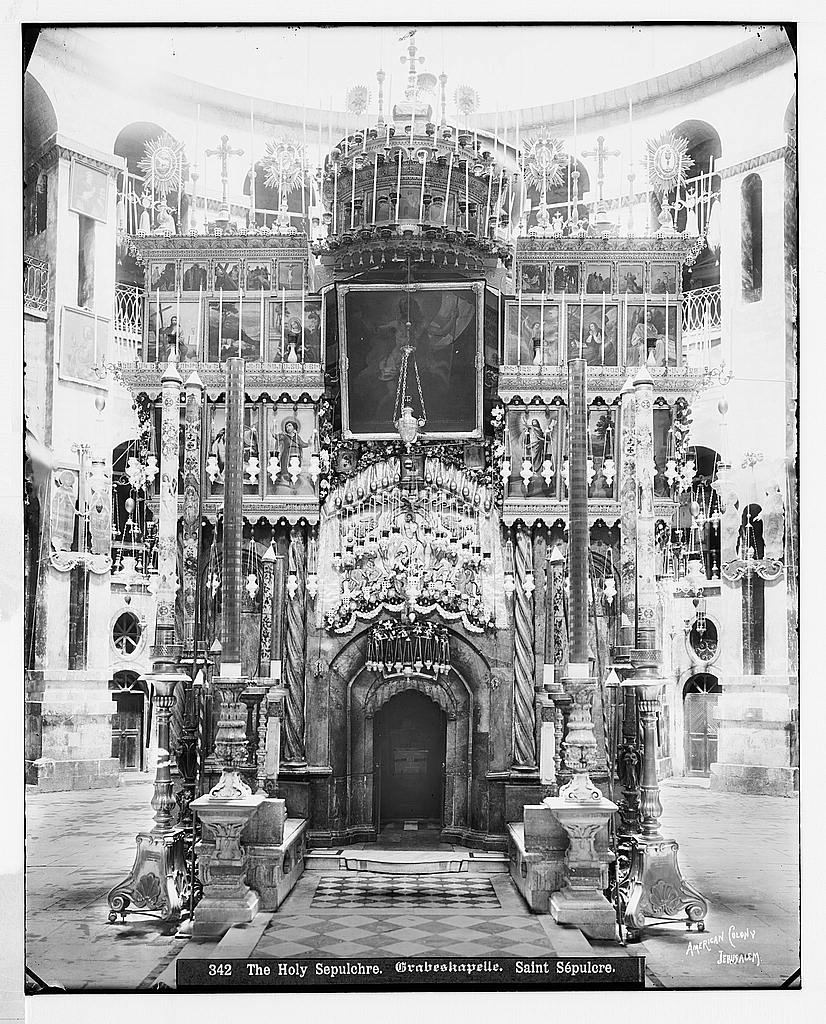
Кувуклія на початку XX століття.
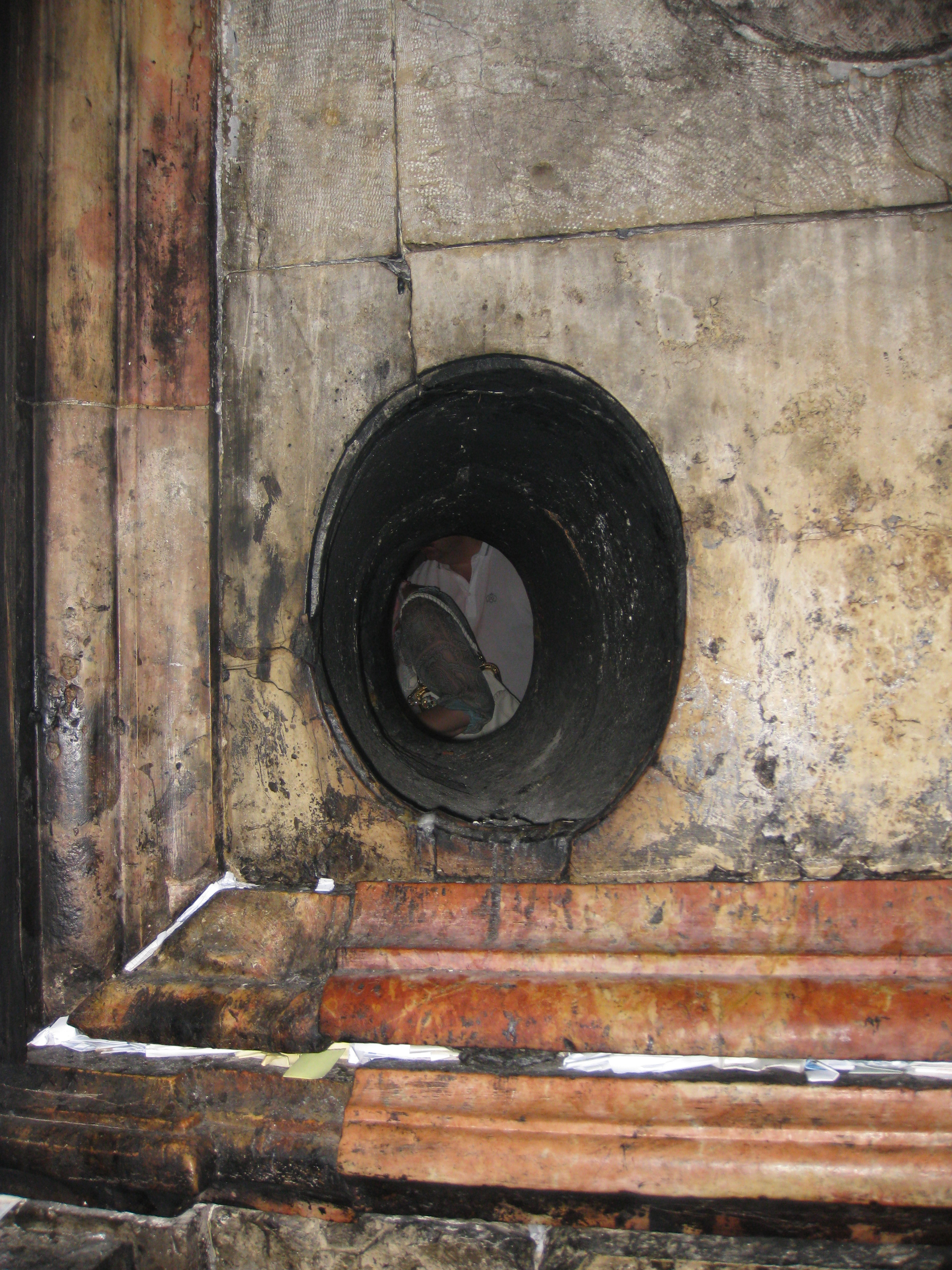
Отвір у південній стіні Кувуклії, через який Благодатний вогонь подається вірменам.
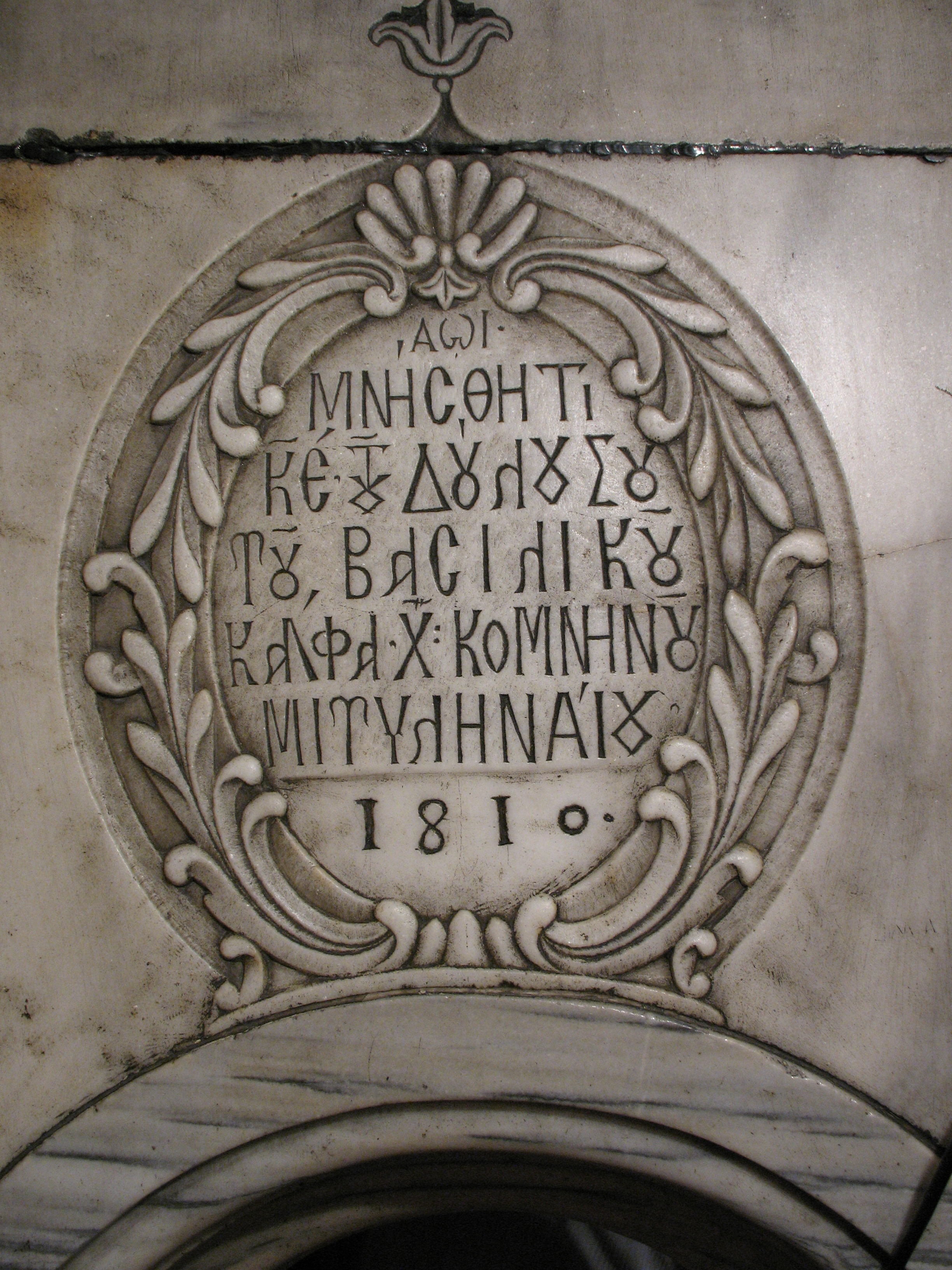
Напис про встановлення Кувуклії у 1810 році. Розміщений безпосередньо у вівтарі Гробу Господнього, над входом.
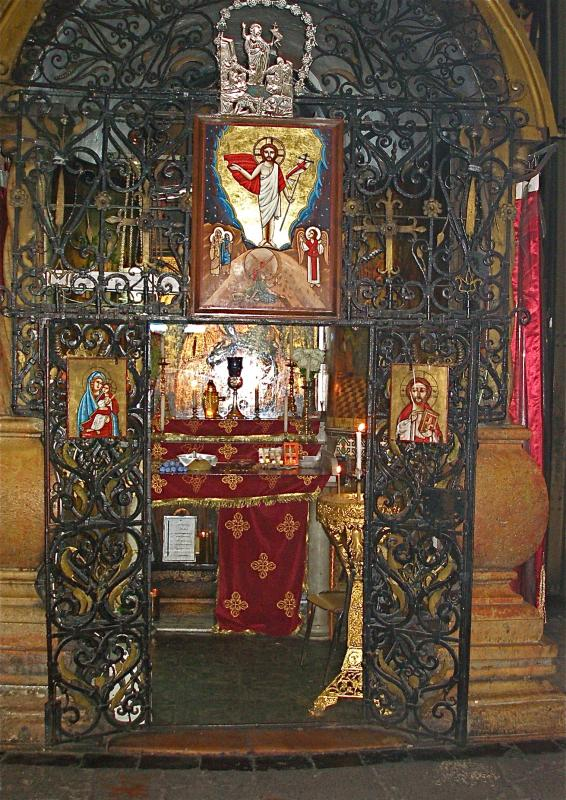
Коптський вівтар, прибудований до Кувуклії з заходу.